# Maitingen
Maitingen (auch Großmaitingen, rumänisch Moftinu Mare, ungarisch Nagymajtény) ist ein zur Gemeinde Moftin gehörendes Dorf im Kreis Satu Mare im Nordwesten Rumäniens.

## Lage
Maitingen liegt im Nordwesten Rumäniens am Ufer der Crasna, fünf Kilometer östlich von Moftinu Mic.

## Geschichte
Maitingen wurde zuerst 1331 als Mochtin urkundlich erwähnt. Später trug es die Namen Mothen (1348), Mahtin (1387) und Maythen Oppidum (1490). Es gehörte ab 1391 den Báthory und später den Bethlen und den Rákóczi. Nach dem Frieden von Sathmar gehörte Maitingen zu den Gütern von Alexander Károlyi, der die hier lebenden Reformierten nach Berveni umsiedeln ließ. Im Jahre 1722 ließ er die Siedlung neu gründen und Sathmarer Schwaben aus Württemberg ansiedeln. Im Jahre 1791 wütete hier ein großes Feuer, bei dem der Großteil des Dorfes und auch die Kirche vollständig zerstört wurde. Die Kirche wurde 1793 bis 1797 wiedererrichtet.

## Sehenswürdigkeiten
- römisch-katholische Kirche